# Эмир-Салиев, Мемет
Мемет Эмир-Салиев (1900, Синапное — 1 ноября 1938, Симферополь) — советский юрист, партийный и государственный деятель. Нарком юстиции и прокурор Крымской АССР. Жертва Большого террора. Находился в Сталинском расстрельном списке по Крымской АССР от 12 сентября 1938 года.

## Биография
Родился в крестьянской семье в 1900 году в деревне Улу-Сала (ныне Синапное) Бахчисарайского района. В 1920 году был избран председателем сельского ревкома.  В 1925 году окончил юридические курсы в Ростове. В 1925-1926 годах работал помощником прокурора Симферопольского района. В 1926-1929 годах – прокурор Бахчисарайского, затем Карасубазарского районов.  В 1930 году закончил высшие юридические курсы. В 1930-1931 годах – прокурор Симферопольского района. С 1931 года работал в аппарате Симферопольского горкома ВКП(б). С декабря 1931 года – нарком юстиции Крымской АССР. В 1932-1934 годах – прокурор Крымской АССР. В апреле-июне 1937 года – заведующий отделом советской торговли Крымского обкома ВКП(б).
Был арестован 17 ноября 1937 года, обвинялся по статье 58-10, 11 УК РСФСР как член нелегальной контрреволюционной шпионской организации. 
В Сталинском расстрельном списке по Крымской АССР от 12 сентября 1938 года под №37. Подписано Сталин, Молотов, Жданов.
Формально выездное заседание  ВК ВС СССР вынесло приговор подтверждающий списки по всем обвиняемым. Эмир-Алиев 1 ноября 1938 года был приговорен к расстрелу, в тот же день расстрелян в Симферополе. Реабилитирован 6 декабря 1963 года сессией ВС СССР.